# Pouvoir civil (parti politique)
Pour les articles homonymes, voir Pouvoir civil.
 (mars 2018).
Si vous disposez d'ouvrages ou d'articles de référence ou si vous connaissez des sites web de qualité traitant du thème abordé ici, merci de compléter l'article en donnant les références utiles à sa vérifiabilité et en les liant à la section « Notes et références ».
Pouvoir civil (ou Force des citoyens, en russe : Гражданская сила) est un parti politique libéral russe fondé en 2002. Avant février 2007, il s'appelait Parti Net puis Russie libre.
Selon les données de Rosregistration, le parti a 55 063 membres[Quand ?][réf. nécessaire]. Son symbole est un tournesol.

## Idéologie
Les principaux postulats idéologiques sont :
- un citoyen libre est la plus haute valeur ;
- la propriété privée est la base du développement économique de la Russie ;
- l'État est un défenseur des citoyens et garant de la stabilité.

Selon le président du Conseil politique fédéral Alexandre Ryavkine, « le parti représente les intérêts des responsables d’affaires russes, de l'intelligentsia russe — des gens de science et de culture, les gens qui forment la classe moyenne russe ».

## Historique
L'organisation s'est appelée Parti Net en 2003 et 2004, puis s'est rebaptisée Russie Libre, et, en 2007, a une nouvelle fois modifié son nom pour Pouvoir civil.
Les membres du conseil politique comprennent : Mikhaïl Barchtchevsky, Valdis Pelch, Tatiana Oustinova et Maxim Kononenko.
Le parti prône la légalisation de la prostitution en Russie, en 2013 les élections le parti a désigné des candidats quatre filles go-go danseurs,.
« Russie libre » a été créée en 2004, basée sur la défense des petites et moyennes entreprises russes. Le 8 octobre 2006, le parti a dépassé la barre des 7 % de suffrages exprimés lors d’élections législatives anticipées dans le district de Novgorod. En novembre 2006, la 6e conférence du parti a eu lieu. Le 27 février 2007, Mikhail Barchtchevsky, le président du Conseil supérieur du gouvernement russe, a tenu une conférence de presse. C’était à l’aide du parti des principes du pouvoir civil. Au milieu d’avril 2007, une conférence organisationnelle s’est tenue.
Le président du Haut Conseil est le plénipotentiaire du gouvernement russe, Mikhail Barchtchevsky (membre depuis décembre 2006). Le président du Conseil politique fédéral est Alexandre Ryavkine.
Le parti a remporté 1,05 % des voix lors des élections législatives russes de 2007, et n’a donc pas atteint le seuil de 7 % des voix requis pour entrer à la Douma.
Pouvoir civil a soutenu Dmitri Medvedev à l’élection présidentielle de 2008. De 2008 à 2012, il a faisait partie du parti Juste Cause.
Lors des élections de 2014, le parti a obtenu un siège au parlement régional Nénétsie.